# 라운드 업 (영화)
라운드 업(La Rafle)은 2010년 공개된 프랑스의 영화이다. 1942년 7월 나치에 협력한 프랑스 경찰들이 파리에 거주하던 유대인들을 대거 체포했던 실화를 소재로 하고 있다.

## 줄거리
1942년 여름, 독일 점령 하의 프랑스 파리. 몽마르뜨 언덕에 사는 유대인 가족들은 나치 게슈타포의 감시 속에서 불안한 일상을 보낸다. 파리 시민들 사이에서는 유대인을 보호하려는 사람들과 반대로 멸시하는 사람들의 의견이 엇갈린다. 그러던 중 나치와 프랑스 당국 간의 합의로 대규모 유대인 검거 작전이 시작되고, 주인공인 조셉과 그의 가족은 다른 유대인들과 함께 벨로드롬 디베르(겨울 경기장)로 끌려간다. 조셉의 아버지는 원래 검거를 피할 수 있었지만, 조셉의 실수로 인해 붙잡히게 된다.
열악하고 비위생적인 환경의 벨로드롬에서 간호사 아네트는 유대인들을 돕기 위해 최선을 다한다. 물도 부족하고 식량도 부족한 상황 속에서, 소방관들은 그들에게 물을 제공하고 편지를 전달하는 등 도움을 준다. 벨로드롬에 갇힌 지 이틀 후, 사람들은 루아레 지역의 보네라롤랑드 수용소로 이송된다. 수용소의 열악한 환경 속에서 사람들은 굶주림과 질병, 절망에 시달리고, 결국 부모와 아이들은 아우슈비츠 강제 수용소로 이송된다. 아이들만 남겨진 상황에서, 간호사 아네트는 지친 몸을 이끌고 아이들을 돌본다.
조셉은 어머니의 마지막 말을 듣고 다른 사람들의 도움을 받아 탈출에 성공하고, 친구 노아 또한 기차에서 탈출하여 다른 사람들에게 구조된다. 1945년 전쟁이 끝난 후, 조셉과 노아는 파리 호텔에서 아네트를 다시 만나게 된다.

## 출연

### 주연
- 장 르노
- 멜라니 로랑

### 조연
- 게드 엘마레
- 안느 브로쉐
- 캐서린 알레그리
- 실비 테스튀
- 라파엘르 아고구에
- 위고 르베르데즈
- 조셉 웨이즈만
- 마티유 디 콘체르토
- 아델 에그자르코풀로스